# Torre Wilson
La Torre Wilson es un edificio que se encuentra en Asunción, Paraguay, sobre la calle Eligio Ayala entre Constitución y Brasil. Actualmente, es el segundo edificio más alto de la ciudad, siendo superado por la Torre Ícono.
Construido en el año 1993 con una altura de 107 m y 31 pisos; fue por casi dos décadas el rascacielos más alto del país.
El edificio es netamente utilizado con fines residenciales, la fachada del edificio es bastante sencilla, su arquitectura evoca las clásicas piezas del LEGO.